# Passione
Passione es una telenovela brasileña emitida por TV Globo desde el 17 de mayo de 2010 hasta el 14 de enero de 2011, de lunes a sábados en el horario de las 21 horas. 
Fue escrita por Silvio de Abreu, con la colaboración de Daniel Ortiz, Sérgio Marques, Vinícius Vianna y Mário Teixeira, dirigida por Natália Grimberg, Allan Fiterman y André Câmara, con la dirección general de Denise Saraceni, Carlos Araújo y Luiz Henrique Rios sobre núcleo de Denise Saraceni. 
Protagonizada por Fernanda Montenegro y Tony Ramos, con las participaciones antagónicas de Mariana Ximenes, Reynaldo Gianecchini, Werner Schünemann, Rodrigo dos Santos y Daisy Lúcidi y cuenta con las actuaciones estelares de Marcello Antony, Carolina Dieckmann, Rodrigo Lombardi, Leandra Leal, Francisco Cuoco, Maitê Proença, Vera Holtz, Irene Ravache y Aracy Balabanian.

## Sinopsis
Cada familia tiene sus secretos de Beti Gouveia no fue diferente. Cuando conoció a Eugênio, ella ya estaba embarazada de otro hombre. Pero su amor por ella era tan grande e intenso que no era un obstáculo para el amor, por lo que el joven accedió a hacerse cargo al niño de otro, pero esta demostración de afecto no puede ser forzada. Fue así entonces que el bebé no sobrevivió al parto y murió. Como Beti nunca olvidó a este niño, siguió adelante. La pareja construyó un imperio, Metalúrgica Gouveia, que se especializa en la producción de bicicletas y equipamiento deportivo, e hizo una hermosa familia con tres hijos - Saulo, Gerson y Melina, todos los niños del mismo padre y misma madre, pero con personalidades distintas y conflictivas.
Lo que Beti no podía imaginar es que detrás de todo el amor que su marido le daba, había un secreto. Al borde de la muerte, Eugênio le pide perdón a su mujer y revela que su hijo mayor no ha muerto. Le explica que no podía soportar la idea de criar al hijo que tuvo con otro hombre, por lo que le dio el niño, además de una buena cantidad de dinero, a un par de empleados que regresaban en ese momento a su país natal, Italia.
Asombrada, Beti se siente engañada y traicionada, frente a varias preguntas. ¿Dónde está tu hijo? ¿cómo es él ahora? ¿cómo va a reaccionar cuando lo encuentre? ¿cómo le dirá a su familia sobre la existencia de un cuarto heredero? ¿cómo va a mantener a la familia unida frente a la nueva noticia ? y ¿con quien, Beti, estuvo casada por muchos años? ¿con mentiroso? ¿un cobarde?
Es Antônio Mattoli, un campesino viudo italiano, quien se sorprende al enterarse de que su verdadera madre está viva y vive en Brasil. Totó, como se le conoce en Laurenza-in-Chianti, un pueblo en Italia donde vive con su familia, en un "contadino", es decir, una zona rural y muy popular en la región. Su esposa murió hace quince años, cuando dio a luz a su hijo menor, Alfredo. Con la ayuda de su hermana Gemma, levantó a sus cuatro hijos: Adamo, Agostina, Agnelo y Alfredo. Todas con personalidades muy diferentes, lleno de deseos y pasiones.
Totó no habría sobrevivido a la muerte de su esposa sin la ayuda de Gemma, quien siempre se dedicó a su hermano. Ella aún vivía en Brasil cuando Totó nació y su familia decidió regresar a Italia. A los veinte años, por un desafió del destino, Gemma se quedó huérfana y tuvo que criar su propio hermano más joven. A pesar de su corta edad, cuidó de su educación, salud y le  enseñó el idioma portugués. Nunca le reveló que ambos habían nacido en Brasil para que Totó no se sienta rechazado, nunca le dijo la verdadera historia de su origen.
La revelación acerca de la verdadera madre de Totó causa un efecto dominó en las vidas de las dos familias en Italia y Brasil. Con una herencia en juego, con dinero y poder, todos ven su gran oportunidad. En este momento es cuando aparecen los dos grandes villanos, Fred y Clara, ambiciosos y sin escrúpulos, dispuesto a hacer cualquier cosa para escapar de la pobreza en que viven. Cuando en su lecho de muerte Eugênio le revela la verdad a Beti, Clara estaba presente, trabajando como una falsa auxiliar de enfermería, quien al comportarse en forma discreta y comprensiva con Beti después de haber oído la gran verdad, decide viajar a Italia con la única intención de engañar, seducir y casarse con Totó teniendo como único objeto su herencia. El plan se articula con la ayuda de su amante y compañero Fred.

## Reparto

### Elenco
| Actor                      | Personaje                       | Doblaje al español                  |
| -------------------------- | ------------------------------- | ----------------------------------- |
| Fernanda Montenegro        | Elizabeth "Beti" Gouveia        | Joana Brito                         |
| Tony Ramos                 | Antônio "Totó" Mattoli          | Gerardo Reyero Paco Mauri (Trailer) |
| Mariana Ximenes            | Clara Miranda Medeiros          | Karla Falcón                        |
| Reynaldo Gianecchini       | Frederico "Fred" Lobato         | Óscar Flores Arturo Mercado Jr.     |
| Aracy Balabanian           | Gemma Mattoli                   | María Santander                     |
| Marcello Antony            | Gerson Gouveia                  | Sergio Gutiérrez Coto               |
| Rodrigo Lombardi           | Mauro Santarém                  | Jorge Roig Jr.                      |
| Carolina Dieckmann         | Diana Rodrigues                 | Mildred Barrera                     |
| Cauã Reymond               | Danilo Gouveia                  | Víctor Ugarte                       |
| Daniel de Oliveira         | Agnelo Mattoli                  | Arturo Cataño                       |
| Leandra Leal               | Agostina Mattoli                | Analiz Sánchez                      |
| Bruno Gagliasso            | Berillo Rondelli                | Gabriel Ortiz                       |
| Germano Pereira            | Adámo Mattolli                  | Carlo Vázquez                       |
| Kayky Brito                | Sinval Gouveia                  | Diego Armando Ángeles               |
| Gabriela Duarte            | Jéssica da Silva Rondelli       | Mónica Villaseñor                   |
| Maitê Proença              | Stela Gouveia                   | Maru Guerrero                       |
| Vera Holtz                 | Maria Candelária "Candê" Lobato | Gloria Obregón                      |
| Francisco Cuoco            | Olavo Souza e Silva             | Arturo Mercado                      |
| Werner Schünemann          | Saulo Gouveia                   | Humberto Vélez                      |
| Mayana Moura               | Melina Gouveia                  | Laura Ayala                         |
| Patrícia Pillar            | Juliana                         | Dulce Guerrero                      |
| Irene Ravache              | Clotilde "Clô" Souza e Silva    | Diana Santos                        |
| Elias Gleizer              | Diógenes Santarém               | Francisco Colmenero                 |
| Cleyde Yáconis             | Brígida Gouveia                 | Sylvia Garcel                       |
| Leonardo Villar            | Antero/Giovanni                 | Carlos Águila                       |
| Mauro Mendonça             | Eugénio Gouveia                 | José Lavat                          |
| Bianca Bin                 | Fátima Lobato                   | Jessica Ángeles                     |
| Marcelo Medici             | Mimi                            | Alejandro Galina                    |
| Daisy Lúcidi               | Valentina Miranda               | Erika Mireles                       |
| Gabriela Carneiro da Cunha | Cristina de Lima (Cris)         | Leyla Rangel                        |
| Tammy di Calafiori         | Lorena Gouveia                  | Adriana Nuñez                       |
| Rodrigo dos Santos         | Noronha                         | Luis Daniel Ramírez                 |
| Daniel Boaventura          | Diogo Dias                      | Manuel Campuzano                    |
| Júlio Andrade              | Arthurzinho                     | Javier Olguín                       |
| Adriana Prado              | Laura                           | Yolanda Vidal                       |
| Larissa Maciel             | Felícia Lobato                  | Cony Madera                         |
| Carol Macedo               | Kelly Miranda                   | Nycolle González                    |
| Emiliano Queiroz           | Nonno Benedetto                 | Jorge Santos                        |
| Kate Lyra                  | Myrna                           | Ana Teresa Ávila                    |
| Flávio Migliaccio          | Fortunato Silva                 | Alejandro Villeli                   |
| Júlia Faria                | Mônica                          | Diana Pérez                         |
| Juliana Didonne            | Lía                             | Karina Altamirano                   |
| Alexandra Richter          | Jaqueline (Jackie)              | Queta Calderón                      |
| Débora Duboc               | Olga                            | Catalina Múzquiz                    |
| Priscila Assum             | Édnea                           | Roxana Pastrana                     |
| Gabriel Wainer             | Chulepa                         | José Gilberto Vilchis               |
| Miguel Roncato             | Alfredo Mattolli                | Alejandro Orozco                    |
| Marcela Valente            | Francesca                       | Maggie Vera                         |
| Simone Gutiérrez           | Lurdinha (Lulú)                 | Patricia Acevedo                    |
| André Frambach             | Grillito                        | Héctor Ireta de Alba                |
| Andréa Bassit              | Guida                           |                                     |
| Pedro Lobo                 | Amendoim                        |                                     |
| Giulio Lopes               | Dr. Cavarzere                   |                                     |
| Daniel Boaventura          | Diogo Dias                      |                                     |
| Luiz Serra                 | Talarico                        |                                     |

### Personajes que murieron
| Actor              | Personaje           | Asesinado/a por |
| Werner Schünemann  | Saulo Gouveia (†)   | Clara           |
| Priscila Assum     | Ednea (†)           | Clara           |
| Mauro Mendonça     | Eugênio Gouveia (†) | Clara           |
| Carolina Dieckmann | Diana Rodrigues (†) | Hemorragía      |
| Rodrigo dos Santos | Noronha (†)         | Mauro           |
| Kate Lyra          | Myrna (†)           | Fred            |

## Banda sonora

### Nacional
1. Aquilo que Dá no Coração (Tema de apertura) – Lenine
2. Crua (Tema de Danilo)– Otto
3. Gatinha Manhosa (Tema de Sinval) – Adriana Partimpim
4. Sabes Mentir (Tema de Clara)– Djavan
5. Até Você Passar (Tema de Fátima) – Greice Ive
6. Gente Merece Ser Feliz (Tema de fondo) – Ivan Lins
7. Fogo e Gasolina (Tema de Clara y Fred) – Roberta Sá
8. Canção de Novela (Tema de Melina) – Adriana Calcanhotto
9. Contigo Aprendi (Tema de Olavo y doña Clo) – Angela Maria e Cauby Peixoto
10. Vidas Inteiras (Tema de Felícia) – Célia
11. Paixão Passione (Tema de Diana) – Thaís Gulin
12. Cama Vazia (Tema de Mauro) – Rita de Cássia
13. Animal (Tema de Fred) – Pedro Luís e a Parede
14. Samba Italiano (Tema de fondo) – Demônios da Garoa

### Internacional
1. Half Of My Heart (Tema de fondo) - John Mayer
2. Gotta Keep Going On (Tema de locación: SãoPaulo) - Jozi
3. Adjustable (Tema de fondo) - John Kip
4. Push Me To The Floor (Tema de Gerson) - The Parlotones
5. Low Rising (Tema de Agnelo y Lorena) - The Swell Season
6. It Hurts Me Too (Tema de Clara y Danilo) - Diesel
7. Lonely Soul (Tema de fondo) - Lowrider
8. One More Take (Tema de fondo) - Alma
9. When i Fall in Love (Tema de Mauro y Diana) - Maysa
10. Don’t Explain (Tema de Stella) - Nina Simone
11. Fantasize (Tema de Danilo) - Claudia Albuquerque
12. Say (Tema de fondo) - Zach Ashton
13. Up Late (Tema de fondo) - Custom King
14. Tonight is The Night (Tema de fondo) - House Liberty
15. Just Can’t Stop The Party (Tema de fondo) - Ramada
16. On an Evening in Roma (Sotto er Celo de Roma) (Tema de fondo) - Daniel Boaventura

### Italiano
1. Questa Vita Loca (Tema de Totó y Clara) – Mina
2. Malafemmena (Tema de Totó) – Paolo Meneguzzi
3. Il Mondo (Tema de Francesca) – Jimmy Fontana
4. Ecco Il Tipo Che Io Cercavo (Tema de Mimi) – Wilson Simonal
5. Notizia de Te  (Tema de Adamo) – Bungaro
6. Resta (Tema romántico general) – Chiara Civello e Ana Carolina
7. Quando (Tema de Agostina) – Neri Per Caso
8. Estate (Tema de Stella y Agnello) – João Gilberto
9. That’s Amore (Tema de locación: Toscana) – Dean Martin
10. Via Con Me (Tema de locación: Toscana) – Paolo Conte
11. Che Cosse L’amor (Tema de Jéssica y Berilo) – Vinicio Capossela
12. La Vita Mia (Tema de fondo) – Amedeo Minghi
13. Io Che Non Vivo (Senza Te) (Tema de fondo) – Pino Donaggio

En Uruguay se emitió por www.teledoce.com.uy

### Música Incluida
- Bendetta Passione - Laura Pausini
- Siento - Chayanne